# 실제상황
"실제상황"은 2000년에 개봉한 대한민국의 영화이다.

## 캐스팅
- 주진모: 나 / 김한식 역
- 김진아: 소녀 역
- 이재락: 양아치 보스 역
- 손민석: 또다른 나 역
- 김기연: 만화방 주인 역
- 영순미: 꽃가게 주인 역
- 손종환: 정육점 주인 역
- 권남희: 정육점 주인 역
- 배중식: 배 형사 역
- 양승병: 양 형사 역
- 전진기: 사진관 주인 역
- 고용하: 노점상 역
- 양희정: 화가 역
- 최진홍: 중년 간부 역
- 김상균: 동료 대리 역
- 허남일: 고시생 역
- 장현성: 꽃배달 남 역
- 김진만: 찐따 역
- 김구택: 후까시 역
- 곽미경: 식당 종업원 역
- 윤소영: 다방 종업원 역
- 민수정: 직원 역
- 김주복: 모델 역
- 김정영: 모델 역
- 이성경: 손님 역
- 김인규: 애인남 역
- 김필수: 경찰관 역
- 조청호: 검시관 역
- 최영우: 행인 역
- 한주희: 행인 역
- 김지연: 만화방 아이들 역
- 배나래: 만화방 아이들 역
- 여인혁: 만화방 아이들 역
- 정사랑: 만화방 아이들 역
- 이덕진: 진구 역